# Cortes de Elvas de 1361
Nestas cortes, reunidas por D. Pedro I, tomaram assento, pelo braço eclesiástico, os prelados, priores e abades, pelo da nobreza, os ricos-homens e os fidalgos; e pelo popular, os bons cidadãos das cidades e vilas. Em resposta a várias reclamações do braço popular, o rei prometeu que seriam respeitadas as regalias dos concelhos, e que os nobres seriam intimados a obedecer aos funcionários municipais, e regularizou questões de administração e de justiça.
Ficou inteiramente assegurado o direito de asilo, e da jurisdição eclesiástica uma vez que não colidissem com os interesses da coroa.